# Glycinde oligodon
Glycinde oligodon är en ringmaskart som beskrevs av Rowland Southern 1921. Glycinde oligodon ingår i släktet Glycinde och familjen Goniadidae. Inga underarter finns listade i Catalogue of Life.